# イフニ

イフニ
Ifni (スペイン語)
إفني (アラビア語)
ⵉⴼⵏⵉ (ベラルーシ語)

1953年当時のスペインのイフニ領土の地図

イフニは1860年からスペインの領土であった。

イフニ（スペイン語: Provincia de Ifni）は、モロッコにある、かつてスペインの飛び地領だった地区である。中心地はシジ・イフニ。

## 歴史
- 1476年：スペインが占領。サンタクルス砦を建設。
- 1524年：モロッコが奪取。
- 1860年：再びスペインが占領。
- 1884年：アフリカ分割に関するベルリン会議により、スペイン領サハラ（1884年 - 1976年）が成立。
- 1912年3月30日：フェス条約により、フランス保護領モロッコ（1912年 - 1956年）が成立。
- 1912年11月27日：仏西条約（フランス語：traité franco-espagnol de Madrid）により、イフニとビジャ・ベンズ（スペイン語：Villa Bens、現タルファヤ地方）とサギア・エル・ハムラ（現西サハラ北半）とリオ・デ・オロ（現西サハラ南半）が合併し、スペイン領西アフリカとなる。
- 1916年7月29日：フランシスコ・ベンズ（スペイン語版）がフランス領モロッコのケープ・ジュビー（英語版）（後にモロッコ南部保護領と改称、英語：South Zone of the Spanish protectorate of Morocco）を占領。
- 1920年 - 1926年：第3次リーフ戦争
- 1924年：サギア・エル・ハムラとリオ・デ・オロとモロッコ南部保護領と統合して、スペイン領サハラ（現西サハラ）となる。
- 1934年：オズワルド・カパーズ（スペイン語版）大佐率いるスペイン軍がイフニを支配及び占領し、スペインの本格的なイフニの植民地化を始める。
- 1956年：フランス領モロッコがフランスから独立し、モロッコ王国が建国。
- 1957年：モロッコ軍がイフニへ侵入し、イフニ戦争が勃発。
- 1958年1月10日：スペインはイフニの植民地化に置いて国連の批判を防ぐため、イフニを植民地からスペインのアフリカの海外県の地位を与え、イフニはスペインの52番の県イフニ県（Provincia de Ifni）ともなる。ビジャ・ベンズ（タルファヤ地方）、スペインからモロッコに返還。
- 1960年：国際連合の脱植民地化特別委員会（英語版）がイフニを国際連合非自治地域リストと宣言する。
- 1969年：イフニはモロッコに返還される。

植民地時代のイフニの地図（中央）

## 地理
北アフリカの大西洋に面したモロッコの西海岸に位置し、面積は約1,500km2。気温は乾燥しており、ほとんどが砂漠である。

## 経済
経済は主にオアシス農業、遊牧地帯で羊やヤギの遊牧が行われている。

## 住民
人口は約54000人。アラブ人が殆どで大半がベルベル人。公用語はアラビア語。